# Ivangorod fæstning
Ivangorod fæstning ligger i byen Ivangorod i Leningrad oblast i Rusland. Den ligger på østlige bred af floden Narva ved grænsen mellem Rusland og Estland og lige over for fæstningen Hermannsfeste i Narva på den anden side af flode. Fæstningen havde til formål at forsvare området mod Sværdbroderordenen, som kontrollerede området på den vestlige side af floden. Fæstningen dækker et område på 5 hektar og har 14 meter høje mure.

## Historie
Fæstningen blev oprettet i 1492 under Ivan 3. af Moskva og blev opkaldt efter ham.
Fæstningen kom under svensk kontrol i 1581, men ved freden i Teusina i 1595 blev den givet tilbage til russisk kontrol. I 1612 blev den igen erobret af svenskerne, og freden i Stolbova i 1617 gjorde ende på den ingermanlandske krig og gjorde hele Ingermanland til svensk område under Gustav 2. Adolf. I 1704 blev fæstningen igen russisk efter at være blevet erobret af Peter den store under den Store Nordiske Krig.
Fæstningen er i dag et museum.

## Kuriosa
Fæstningen blev afbildet på den estiske 5-krooneseddel, da Estland i 1992 genindførte sin egen møntfod.